# Котляр, Николай Исаакович
Николай Исаакович Котляр (5 мая 1935, Ворошилов, Уссурийская область, РСФСР — 9 октября 2003, Москва, Российская Федерация) — советский государственный деятель, министр рыбного хозяйства СССР (1987—1991).

## Биография
В 1958 г. и в 1966 г. (заочно) окончил Дальневосточный технический институт рыбной промышленности и хозяйства по специальностям инженер-механик и инженер-экономист; в 1980 г. — Академию народного хозяйства при Совете Министров СССР.
- 1958—1959 гг. — на рыбокомбинате им. Исаенко Главприморрыбпрома Приморского совнархоза (пос. Зарубино Приморского края): инженер добычи,
- 1959—1962 гг. — начальник цеха добычи.
- 1962—1966 гг. — инструктор отдела рыбной промышленности Приморского крайкома КПСС, г. Владивосток.
- 1966—1968 гг. — заместитель начальника объединенной Беринговоморской экспедиции центральной группы флагманских специалистов Дальрыбы, г. Владивосток.
- 1968—1971 гг. — заместитель начальника,
- 1971—1977 гг. — начальник Управления активного морского рыболовства Приморрыбпрома Дальрыбы, г. Находка Приморского края.
- 1977—1978 гг. — начальник Находкинской базы активного морского рыболовства Приморского производственного объединения рыбной промышленности Всесоюзного рыбопромышленного объединения Дальневосточного бассейна.
- 1978—1979 гг. — слушатель Академии народного хозяйства при Совете Министров СССР, г. Москва.
- 1979—1982 гг. — первый заместитель начальника,
- 1982—1987 гг. — начальник Всесоюзного рыбопромышленного объединения Дальневосточного бассейна Министерства рыбного хозяйства СССР, г. Владивосток.
- 1987—1991 гг. — министр рыбного хозяйства СССР.

Член КПСС с 1961 г. Депутат Верховного Совета РСФСР 11 созыва.
Похоронен в Московской области на Домодедовском кладбище.

## Награды и звания
Награждён орденом Ленина, орденом Октябрьской Революции, орденом Трудового Красного Знамени.